# Фут-Н
«Фут-Н» — двухкоординатная радиолокационная станция  обнаружения воздушных целей корабельного базирования с антенным постом. Предназначалась для общего обнаружения воздушных целей. РЛС позволяла обнаруживать и сопровождать, а также определять дальность и направление(«дальность-угол места») до воздушной цели и передавать эти данные в системы прибора управления артиллерийско-зенитной стрельбой главного калибра и зенитных автоматов

## Разработка
Разработка РЛС «Фут-Н» велась под руководством Ф. В. Лукина и Г. А. Астахова. В 1955 году станция успешно прошла государственные испытания на Балтийском флоте на крейсере «Свердлов» и была принята на вооружение советского Военно-Морского Флота.

## Описание
Максимальная дальность обзора станции — 150 км для воздушных целей. На крейсере «Свердлове» антенный пост РЛС располагался на площадке грот-мачты, на крейсере «Дзержинском» после модернизации корабля по проекту 70-Э РЛС устанавливалась на топе упомянутой мачты. На других крейсерах проекта 68-бис станция «Фут-Н» не устанавливалась.